# Marco Zingano
Marco Zingano (* 22. August 1960 in Porto Alegre, Brasilien) ist ein brasilianischer Philosoph und Philosophiehistoriker auf dem Gebiet der antiken griechischen Philosophie.
Zingano studierte von 1978 bis 1983 Philosophie an der Universidade Federal do Rio Grande do Sul. Nach dem ersten Abschluss folgte 1987 ein M.A. ebendort in Philosophie. Von 1988 bis 1993 studierte er an der École des hautes études en sciences sociales in Paris, wo er mit einer Dissertation über Vertu et Délibération. Une étude de la notion de prohairesis chez Aristote bei Cornelius Castoriadis promoviert wurde. 2005 wurde er mit Estudos de Ética Antiga an der Universidade de São Paulo habilitiert. Nach Assistenzprofessuren an den Universitäten von Rio Grande do Sul (1984–2001) und São Paulo (2001–2005) ist er Assoziierter Professor für Philosophie an der Universität von São Paulo. Forschungs- und Lehraufenthalte führten ihn an zahlreiche Hochschulen in den USA, Frankreich, Italien und England.
Zingano arbeitet im Wesentlichen zur Ethik des Aristoteles (insbesondere zu dessen Nikomachischer Ethik). Neben seiner Muttersprache hat er zahlreiche Artikel auch auf Englisch, Französisch und Spanisch veröffentlicht.

## Schriften (Auswahl)
Monographien
- Aristotle and the rehabilitation of homonymy: a metaphysical journey through words and things (= Philosophia antiqua, 173). Brill, Leiden 2025, ISBN 9789004712188.
- (mit Pierre Destrée): Theoria. Studies on the Status and Meaning of Contemplation in Aristotle’s Ethics. Peeters, 2015.
- As Virtudes Morais. Martins Fontes, São Paulo 2013.
- (Hrsg.): Sobre a Ética Nicomaquéia de Aristóteles. Odysseus Editores, São Paulo 2010.
- Ethica Nicomachea I 13 – III 8: Tratado da Virtude Moral. Odysseus Editores, São Paulo  2008 (Übersetzung mit Einführung und Kommentar).
- Estudos de Ética Antiga. Discurso Editorial & Paulus, São Paulo 2007, 2. Auflage 2009, 3. Auflage 2023 (Veröffentlichung der Habil.-schrift)
- (Hrsg.): Sobre a Metafísica de Aristóteles. Odysseus Editores, São Paulo 2005.
- Platão e Aristóteles – o fascínio da filosofia. Odysseus Editores, São Paulo 2003, 2. Auflage 2005.
- Razão e Sensação em Aristóteles. L&PM Editores, Porto Alegre 1998.
- Razão e História em Kant. Editora Brasiliense, São Paulo 1989.

Artikel
- Natural, ethical, and political justice. In: Marguerite Deslauriers, Pierre Destrée (Hrsg.), The Cambridge Companion to Aristotle’s Politics. Cambridge University Press, Cambridge 2013, S. 199–222.
- Action Tragique et Plaisir Esthétique selon Aristote. In: Pierre Destrée, Carole Talon-Hugon (Hrsg.), Le Beau et le Bien. Perspectives historiques de Platon à la philosophie américaine contemporaine. Editions Ovadia, Nizza 2012, S. 41–49.
- Las Questiones III 2 y 3 de Alejandro de Afrodisia y el Problema de la Alteración Sensitiva. In: Estudios de Filosofía (Kolumbien) 40, 2009, S. 279–298.
- Akrasia and the method in ethics. In: Christopher Bobonich, Pierre Destree (Hrsg.), Akrasia in Greek Philosophy. Brill, Leiden 2007, S. 167–191.
- Aristotle and the problems of method in ethics. In: Oxford Studies in Ancient Philosophy 32, 2007, S. 297–330.